# Gortyna ochracea
Gortyna ochracea là một loài bướm đêm trong họ Noctuidae.